# بوب تاكر
بوب تاكر (بالإنجليزية: Bob Tucker)‏ هو لاعب كرة قدم أمريكية أمريكي، ولد في 8 يونيو 1945 في هازلتون في الولايات المتحدة.

## وصلات خارجية
- بوب تاكر على موقع مرجع كرة القدم المحترفة.كوم (الإنجليزية)